# Renato Polselli
Renato Polselli (* 26. Februar 1922 in Arce; † 1. Oktober 2006) war ein italienischer Drehbuchautor und Regisseur.

## Leben
Polselli, Hochschulabsolvent der Philosophie, begann in der Filmszene mit Melodramen in den 1950er Jahren. Anschließend drehte er Dokumentar- und Kurzfilme für Edera Film, bevor er ab Mitte des folgenden Jahrzehnts in Personalunion Filme schrieb, selbst produzierte und bei ihnen Regie führte. Dabei handelte es sich meist um Exploitation-Ware, die oft in Konflikt mit der Zensur und der Filmkritik geriet. Viele seiner Filme litten unter schlechter Verleihpolitik und gelangten nur selten zur Aufführung.
Polselli war auch als Autor und Theaterregisseur tätig. Sein Pseudonym war Ralph Brown.

## Filmografie
- 1952: Delitto al Luna Park
- 1952: Ultimo perdono
- 1957: Solo dio mi fermerà
- 1960: Die Geliebte des Vampirs (L'amante del vampiro)
- 1961: Solitudine
- 1961: Ultimatum alla vita
- 1963: Avventura al motel
- 1964: Il mostro dell'opera
- 1964: Le sette vipere
- 1965: Mondo pazzo… gente matta!
- 1965: Lo sceriffo che non spara
- 1971: Das Lusthaus teuflischer Begierden (La verità secondo Satana)
- 1972: Das Grauen kommt nachts (Delirio caldo)
- 1972: Riti, magie nere e segrete orge nel Trecento…
- 1973: Mania
- 1973: Rivelazioni di uno psichiatra sul mondo perverso del sesso
- 1978: Casa dell'amore… la polizia interviene
- 1980: Quando l'amore è oscenità
- 1984: Intrigo (Fernsehfilm, ohne Nennung)

### Nur als Drehbuchautor (Auswahl)
- 1967: Django tötet leise (Bill il taciturno)
- 1967: 100.000 verdammte Dollar (Voltati… ti uccido)
- 1969: Das Luder (Vita segreta di una diciottenne)